# N6-idrossilisina O-acetiltransferasi
La N6-idrossilisina O-acetiltransferasi è un enzima appartenente alla classe delle transferasi, che catalizza la seguente reazione:
acetil-CoA + N6-idrossi-L-lisina ⇄ CoA + N6-acetil-N6-idrossi-L-lisina
L'enzima è coinvolto nella sintesi dell'aerobactina dalla lisina in un ceppo di Escherichia coli.